# FK-League 2016/17 (Frauen)
Die FK-League 2016/17 war die 3. Spielzeit der südkoreanischen Frauen-Futsalliga seit der offiziellen Einführung im Jahr 2014. Meister war FS Seoul Ladies. Die Saison begann am 3. Dezember 2016 und endete am 26. März.

## Teilnehmer
| Mitglieder         |
| ------------------ |
| FS Seoul Ladies    |
| FS Finito          |
| Daejeon Bluel FS   |
| FS Enfant Terrible |

## Tabelle
| Pl. | Verein             | Sp. | S | U | N | Tore    | Diff. | Punkte |
| --- | ------------------ | --- | - | - | - | ------- | ----- | ------ |
| 1.  | FS Seoul Ladies    | 6   | 5 | 0 | 1 | 024:100 | +14   | 15     |
| 2.  | FS Enfant Terrible | 6   | 3 | 0 | 3 | 034:230 | +11   | 09     |
| 3.  | FS Finito          | 6   | 3 | 0 | 3 | 011:220 | −11   | 09     |
| 4.  | Daejeon Bluel FS   | 6   | 1 | 0 | 5 | 023:370 | −14   | 03     |

| Zum 6. Spieltag:              |                                            |
| Meister der FK-League 2016/17 |                                            |
|                               |                                            |
| Zum Saisonende 2016/17:       |                                            |
| (M)                           | Amtierender Meister: FS Seoul Ladies       |
| (P)                           | Amtierender Pokalsieger: Daedeok SC Nimble |
|                               |                                            |